# Малук (район)
Малу́к (індонез. Maluk) — один з 8 районів округу Західна Сумбава провінції Західна Південно-Східна Нуса у складі Індонезії. Розташований у південно-східній частині. Адміністративний центр — селище Малук.
Населення — 12252 особи (2012; 11929 в 2010).

## Адміністративний поділ
До складу району входять 4 селища та 1 село:
| Населений пункт     | Населення, осіб (2010) |
| ------------------- | ---------------------- |
| Бенете, село        | 2017                   |
| Букіт-Дамаї, селище | 2385                   |
| Малук, селище       | 2838                   |
| Мантун, селище      | 2174                   |
| Пасір-Путіх, селище | 2515                   |